# 사우스엔드 유나이티드 FC
사우스엔드 유나이티드 FC(Southend United Football Club)는 잉글랜드 에식스주 사우스엔드온시를 연고로 하는 축구 클럽이다.

## 수상 경력
- 풋볼 리그 1 챔피언 : 2005-06
- 풋볼 리그 2 플레이오프 승자 : 2004-05

## 선수 명단

### 현역
참고: FIFA 자격 규정에 따라 소속된 국가대표팀 국기를 표시합니다. 선수는 복수의 FIFA 비회원국 국적을 가지고 있을 수 있습니다.
| 번호 | 포지션 | 국적         | 이름      |
| ---- | ------ | ------------ | --------- |
| 8    | MF     | 아프가니스탄 | 누르 후신 |
| 9    | FW     | 짐바브웨     | 맥컬리 본 |

| 번호 | 포지션 | 국적 | 이름           |
| ---- | ------ | ---- | -------------- |
| 30   | GK     |      | 콜린 안뎅-은디 |
| 32   | GK     |      | 안시 야콜라    |

## 역대 감독
| 감독      | 임기        |
| --------- | ----------- |
| 보비 무어 | 1984 ~ 1986 |
| 로니 웰런 | 1995 ~ 1997 |